# Thraker

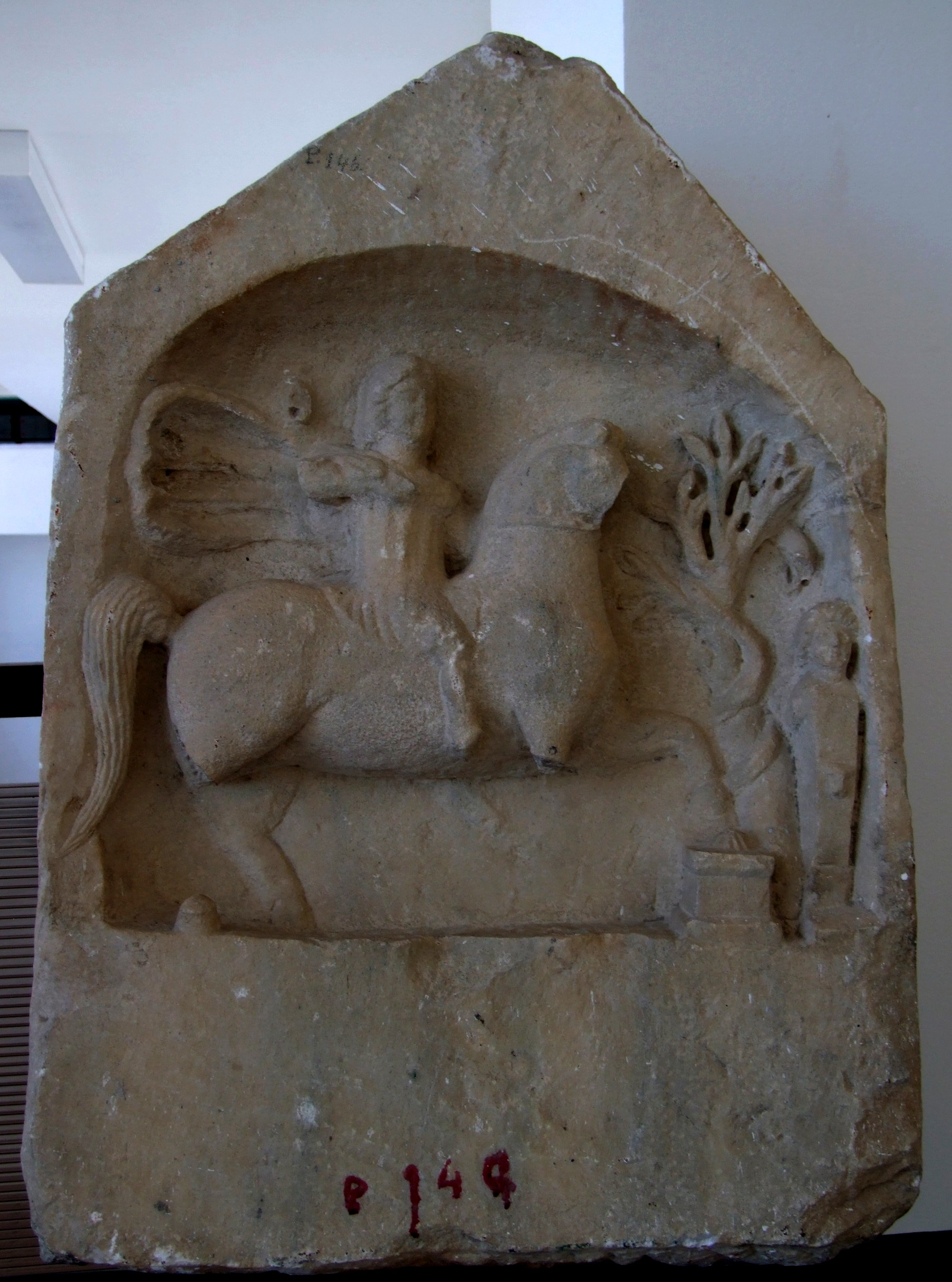
Thrakisk ryttare

Thraker (grekiska: thrakes) är en samlingsbenämning på fler än 50 kända stammar med närstående kultur och språk som under antiken levde i sydöstra delarna av Balkanhalvön samt delar av Mindre Asien. 
Herodotos säger att framför det skytiska landet ligger Thrakien invid havet. Anvisningar om thrakernas geografiska utbredning fås även i Iliaden. "Akamas förde befäl jämte Peiroos över de thraker, som ha till gräns för sitt land Hellespontens strömmande böljar." Thrakerna som bebodde östra Balkan förutom Hellas, var ytterst gåtfulla för grekerna. Enligt Herodotos var de blonda och högresta, bondaktiga och blodtörstiga krigare. Deras förmenta opålitlighet hade format sig till ordspråk.
| ”           | Det trakiska folket är näst efter det indiska det talrikaste på jorden. Om det styrdes av en enda man eller vore endräktigt, skulle det enligt min mening vara oövervinnerligt och mäktigast bland alla folk. Men något dylikt är omöjligt och otänkbart hos dem. Därför är de också svaga. | „ |
| – Herodotos | |   |

Under 400-talet f.Kr. hamnade thrakerna under grekiskt inflytande och helleniserades så småningom bland annat genom grekiska kolonisters inverkan. Många slavar kom från Thrakien. "De säljer sina barn till utlandet", skriver Herodotos. Under de persiska krigen grundade thrakiska stammar, bland andra thyner (thynoi), geter (getae) och besser (bessoi) det så kallade Odrysiska kungariket, som etablerade kontakt med skyterna. Perserna kallade thrakerna iskudra. 
Makedonien slog på 300-talet både geter och skyter, och resterna av odryserriket utnyttjades av romarna i deras strävan att kuva deras thrakiska grannstammar, bland andra triballer, serder, trauser, maider, krestoner, edoner och kikoner. Romarna upprättade provinsen Moesia år 9, Thracia år 46 och erövringen av områden på andra sidan Donaugränsen fullständigades genom upprättandet av Dacia 107.

## Språk
Det är osäkert hur länge thrakiska talades. Kyrkofadern Johannes Chrysostomos (345–407) menade att thrakerna hade kristen litteratur. Munken Theodosios († 539) rapporterade att han byggde ett kapell i Rhodopebergen där besser reciterade böner. I det mindreasiatiska Mysien talades thrakiska ännu på 500-talet. Icke desto mindre saknas kvarlevor av thrakiska språket. Man anser sig emellertid ha ett tjugotal glosor bevarade. Det vanligaste thrakiska personnamnet tycks ha varit olika varianter på -bithys-, såsom Asa-bithys, Di-beithys, Bithi-centus och Beithy-tralis. Sådana återkommer drygt 300 gånger i klassiska källor. Många ord i modern rumänska har tolkats som dako-thrakiska substrat. Förekomsten av thrakiska spår i sydslaviska språk utesluts [källa behövs].